# Chlorocypha trifaria
Chlorocypha trifaria – gatunek ważki z rodziny Chlorocyphidae.